# Nedełczo Kolew
Nedełczo Łazarow Kolew (bułg. Неделчо Лазаров Колев, ur. 26 marca 1953 w Kableszkowie) – bułgarski sztangista. Brązowy medalista olimpijski z Moskwy.

## Kariera
Pierwszy sukces w karierze osiągnął w 1973 roku, kiedy podczas mistrzostw Europy w Madrycie zdobył złoty medal w wadze średniej. Parę tygodni później złoty medal zdobył również na mistrzostwach świata w Hawanie. Z wynikiem 337,5 kg pokonał tam Petera Wenzela z NRD i Węgra Andrása Starka. Wynik ten powtórzył też na mistrzostwach świata w Manili rok później, pokonując swego rodaka, Rumena Rusewa i Petera Wenzela. W 1975 roku wystąpił na mistrzostwach świata w Moskwie, zajmując trzecie miejsce za Wenzelem i kolejnym Bułgarem Jordanem Mitkowem. Następnie zdobył srebrny medal podczas mistrzostw świata w Salonikach w 1979 roku, gdzie rozdzielił na podium Kubańczyka Roberto Urrutię i Petera Wenzela. Brał także udział w igrzyskach olimpijskich w Moskwie, gdzie zajął trzecie miejsce, plasując się za swym rodakiem Asenem Złatewem i Ołeksandrem Perwym z ZSRR. Kolew wywalczył jednocześnie brązowy medal mistrzostw świata. Ponadto zdobył złoty medal na ME w Weronie (1974), srebrne na ME w Warnie (1979) i ME w Belgradzie (1980) oraz brązowy na ME w Moskwie (1975).